# ジョガボーラ福井
JOGARBOLA福井(ジョガボーラふくい)は、福井県を本拠地とする社会人フットサルクラブである。北信越フットサルリーグに所属している。

## 概要
設立は2005年。チームカラーは赤と黒。本拠地は福井県という表記になっている。チーム名の「JOGARBOLA」はポルトガル語で「玉遊び」という意味。県内一とも言える県内強豪フットサルチームであり、北信越リーグの常連である。

## タイトル
- 第10回北信越フットサルリーグ 2012-2013 優勝
- 全日本フットサル選手権大会北信越大会 (2010年第15回大会:準優勝、2011年第16回大会:優勝)

2011年、第16回全日本フットサル選手権大会北信越大会優勝により北信越代表として全日本フットサル選手権大会に出場、名古屋オーシャンズと対戦した。

## 補足
主な県内のフットサルコート（フットサル専用ではない）
- トリムパークかなづ(あわら市)
- 美山トレーニングセンター(福井市)
- きららパークふれあいドーム(福井市)
- 丸岡運動公園古城ドーム(坂井市)

## 歴代所属選手
- 大野克 2012-2013